# The Manicurist and the Mutt
The Manicurist and the Mutt è un cortometraggio muto del 1913 interpretato da Ruth Roland e diretto da Pat Hartigan.

## Produzione
Il film fu prodotto dalla Kalem Company.

## Distribuzione
Distribuito dalla General Film Company, il film uscì nelle sale cinematografiche statunitensi l'8 gennaio 1913. Veniva programma in split reel: nelle proiezioni, era accorpato a un altro corto con cui formava un programma unico.